# Plectris juncea
Plectris juncea är en skalbaggsart som beskrevs av Hermann Burmeister 1855. Plectris juncea ingår i släktet Plectris och familjen Melolonthidae. Inga underarter finns listade i Catalogue of Life.